# كريس مارتن (لاعب كرة قدم أمريكية أمريكي)
كريس مارتن (بالإنجليزية: Chris Martin)‏ هو لاعب كرة قدم أمريكية أمريكي، ولد في 1 سبتمبر 1974 في تامبا في الولايات المتحدة.